# Miss Luxemburgo
Miss Luxemburgo fue un concurso de belleza nacional en Luxemburgo que se llevaba a cabo anualmente desde 1927.
En marzo de 2023, se informó que Miss Luxemburgo 2021 Léa Sevenig no competiría en la 71.ª edición del Miss Mundo debido a la cancelación del concurso nacional.

## Ganadoras
A continuación, la lista de mujeres que han sido coronadas Miss Luxemburgo desde 1927.
| Año  | Miss Luxemburgo             |
| ---- | --------------------------- |
| 1927 | Appolonia Kemp              |
| 1928 | Anne Friedrich              |
| 1929 | Ketty Hipp                  |
| 1957 | Josée Jaminet               |
| 1958 | Lydie Schmitz               |
| 1959 | Josée Pundel                |
| 1960 | Liliane Mueller             |
| 1961 | Vicky Schoos                |
| 1962 | Brita Gerson                |
| 1963 | Cathérine Paulus            |
| 1964 | Gaby Heyard                 |
| 1965 | Marie-Anne Geisen           |
| 1966 | Gigi Antinori               |
| 1967 | Marie-Josée Mathgen         |
| 1969 | Jacqueline Schaeffer        |
| 1970 | Rita Massard                |
| 1971 | Mariette Werckx             |
| 1972 | Lydia Maes                  |
| 1973 | Giselle Anita Nicole Azzeri |
| 1975 | Marie Thérèse Manderschied  |
| 1976 | Monique Wilmes              |
| 1977 | Jeannette Henriette Colling |
| 1985 | Gaby Chiarini               |
| 1986 | Martine Pilot               |
| 1987 | Claudine Atten              |
| 1988 | Chantal Schanbacher         |
| 1989 | Chris Scott                 |
| 1990 | Beata Jarzynska             |
| 1991 | Annette Feydt               |
| 1992 | Carole Reding               |
| 1993 | Nathalie Dos Santos         |
| 1994 | Sandy Wagner                |
| 1995 | Paola Roberto               |
| 1996 | Christiane Lorent           |
| 2008 | Leontine Schotel            |
| 2009 | Diana Nilles                |
| 2010 | Shari Thuyns                |
| 2011 | Stéphanie Ribeiro           |
| 2012 | Claudia Vitoria Müller      |
| 2013 | Héloïse Paulmier            |
| 2014 | Frédérique Wolff            |
| 2015 | Vonessa Alijaj              |
| 2016 | Ada Strock                  |
| 2017 | Julie Majerus               |
| 2018 | Kelly Nilles                |
| 2019 | Melanie Heynsbroek          |
| 2020 | Emilie Boland               |
| 2021 | Léa Sevenig                 |